# Vibrio vulnificus
Vibrio vulnificus là một loài vi khuẩn gram âm, có khả năng di động, hình que cong (trực khuẩn), gây bệnh thuộc chi Vibrio. Chúng hiện diện trong môi trường biển như cửa sông, ao nước lợ hoặc vùng ven biển, V. vulnificus có quan hệ họ hàng gần gũi với V. cholerae, tác nhân gây bệnh của bệnh tả.
Nhiễm V. vulnificus dẫn đến phát triển nhanh chóng viêm mô tế bào hoặc nhiễm trùng huyết. Loài này lần đầu tiên được phân lập là một nguồn bệnh vào năm 1976.